# Мальта на Євробаченні Юних Музикантів
Мальта брала участь у Євробаченні Юних Музикантів, що проводиться кожні два роки, три рази починаючи з 2014 року.

## Учасники
Умовні позначення
     Переможець
     Друге місце
     Третє місце
     Не пройшла до фіналу
     Участь скасовано
     Не брала участі
| Рік                               | Місце проведення | Учасник              | Інструмент | Фінал                      | Півфінал       |
| --------------------------------- | ---------------- | -------------------- | ---------- | -------------------------- | -------------- |
| 2014                              | Кельн            | Курт Аквіліна        | Гітара     | -                          | Без півфіналів |
| 2016                              | Кельн            | Дмітрій Ішканов      | Фортепіано | -                          | Без півфіналів |
| 2018                              | Единбург         | Берніс Саммут Аттард | Фортепіано | Не вдалося кваліфікуватися | -              |
| Не брала участі в 2020-2024 роках |                  |                      |            |                            |                |

## Галерея

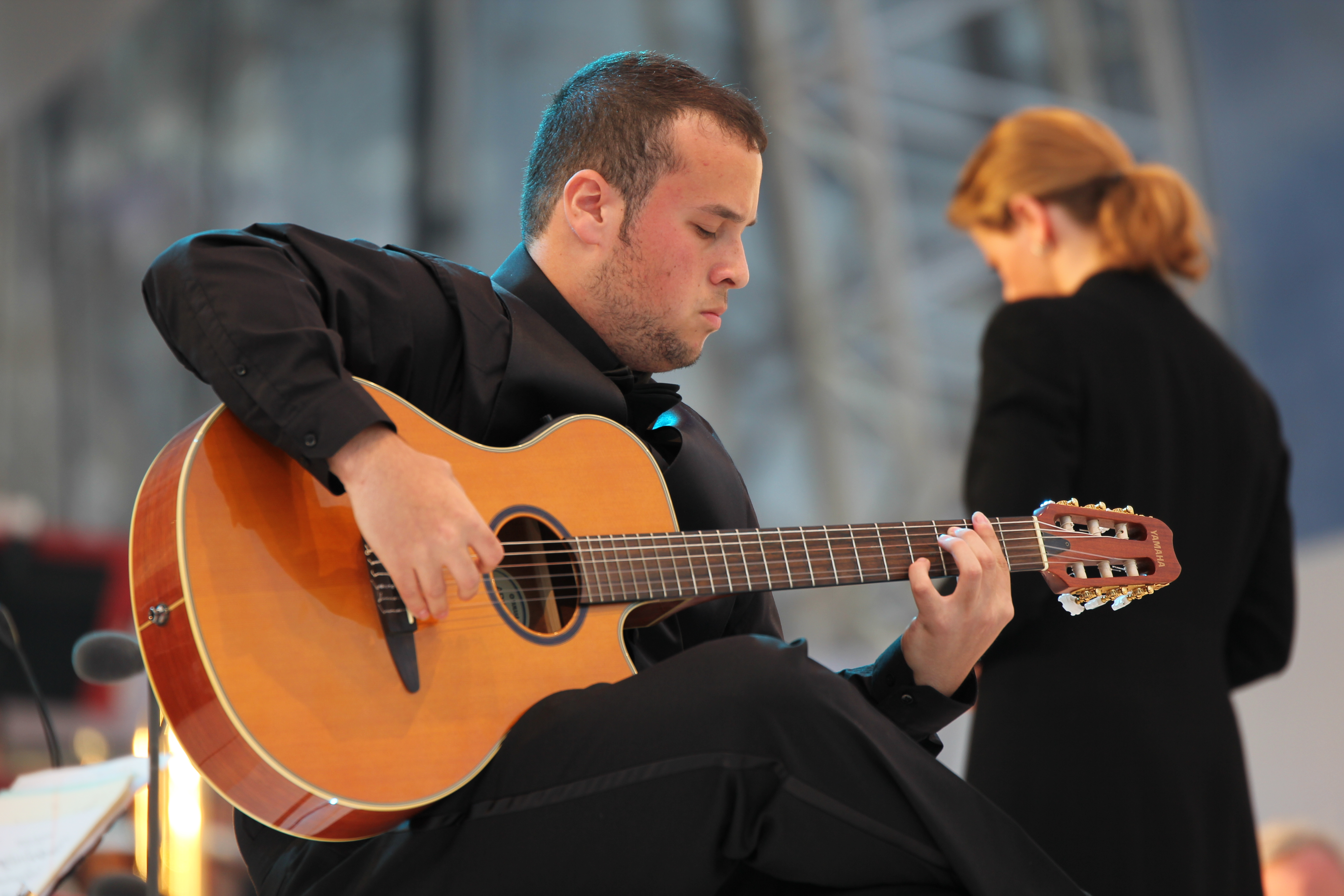
Курт Аквіліна у Кельні (2014)
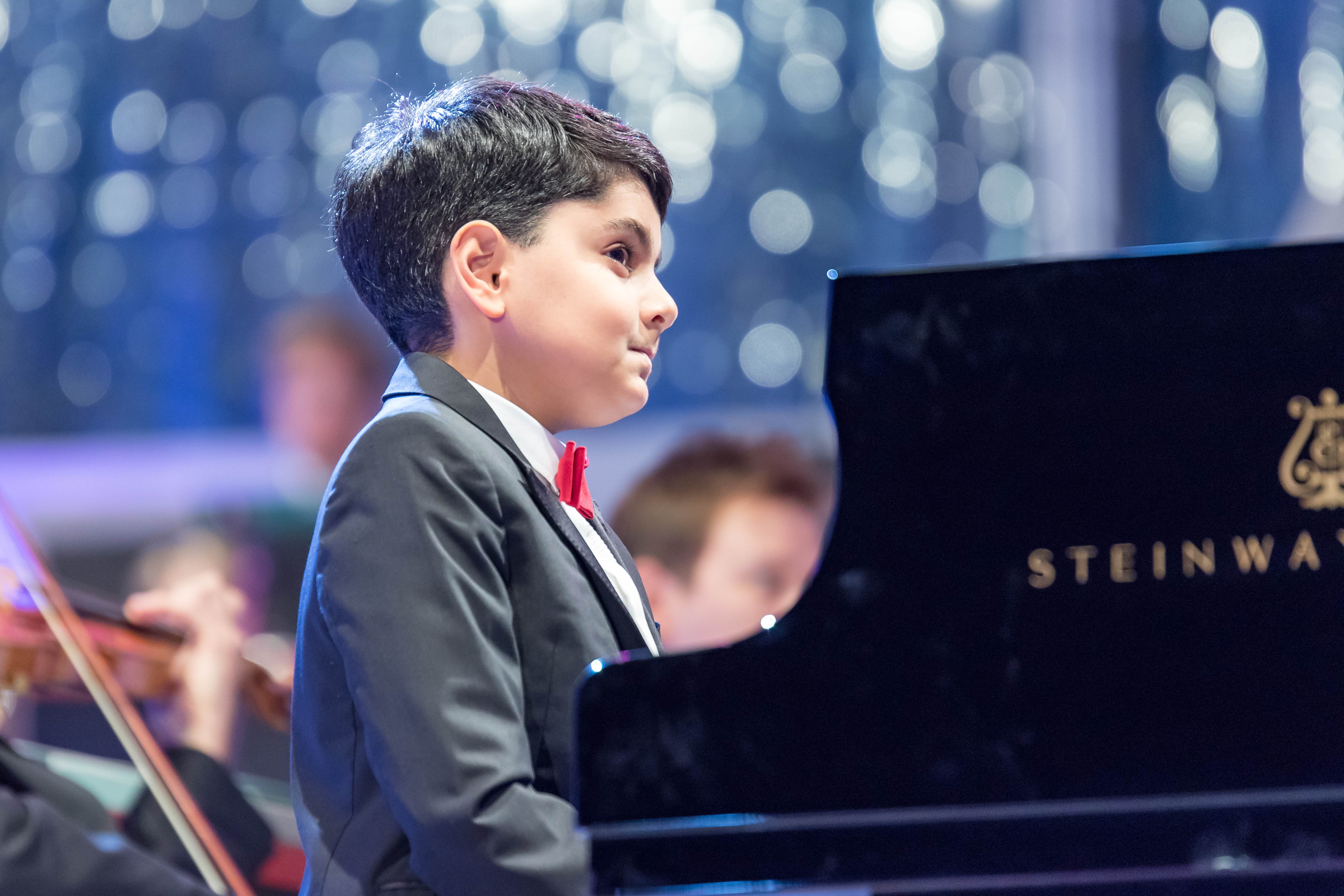
Дмітрій Ішканов у Кельні (2016)